# Gare de Bassanese
Gare de Bassanese vasútállomás Franciaországban, Bastia településen.

## Vasútvonalak
Az állomást az alábbi vasútvonalak érintik:
- Bastia-Ajaccio-vasútvonal

## Kapcsolódó állomások
A vasútállomáshoz az alábbi állomások vannak a legközelebb:
- Gare de Lupino
- Gare de L'Arinella
- Gare de Montesoro
- Gare de Rivoli